# Konditori
Et konditori er i Danmark en håndværksvirksomhed som fremstiller og sælger bagværk, som regel med tilhørende lokaler, hvor kunderne kan nyde produkterne til drikkevarer såsom kaffe og te. Konditoriets produkter fremstilles af en konditor, og de vigtige produkter for et konditori er de søde sager såsom lagkager, kager, chokolader, petit four, is, men usødet bagværk (brød og lignende) ses også i stigende grad. Konditorvarer betragtes i dag oftest som værende luksusprodukter.
Danske konditorier adskilte sig oprindeligt fra bagerier ved, at de ikke fremstillede almindeligt brød, men fremhævede den mere kunstneriske side af kunsthåndværket indenfor især de søde sager. Håndværket opstod gennem bestemte bageres specialisering i at fremstille sødt brød, der var berigede med kandiseret frugt og lignende. Dermed opstod også oprindelsen til ordet konditor: Det afstammer fra det latinske ord candire, som betyder kandisering af frugten. En anden afledning er det latinske conditura (condio), som betyder tilberedning (af mad), indlægning (af frugt).